# Saint-Pantaléon, Vaucluse
Saint-Pantaléon là một xã trong tỉnh Vaucluse thuộc vùng Provence-Alpes-Côte d’Azur ở đông nam nước Pháp. Xã này có diện tích 12,02 km2.
- Luberon